# Deutsches Archiv der Kulinarik

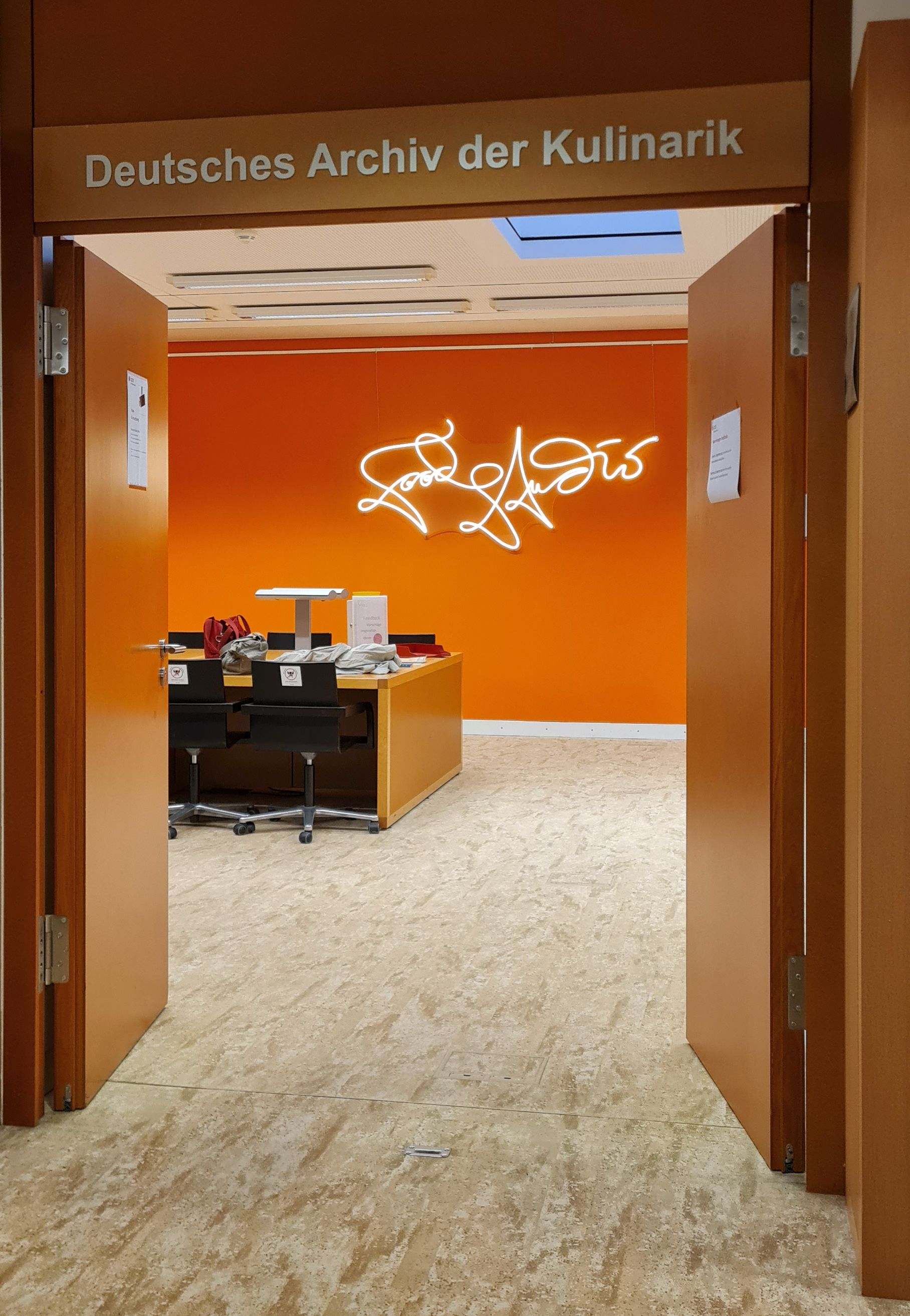
Eingang

Das Deutsche Archiv der Kulinarik ist die größte öffentlich zugängliche Sammlung von Kochbüchern, Menü- und Speisekarten im deutschsprachigen Raum.

## Geschichte

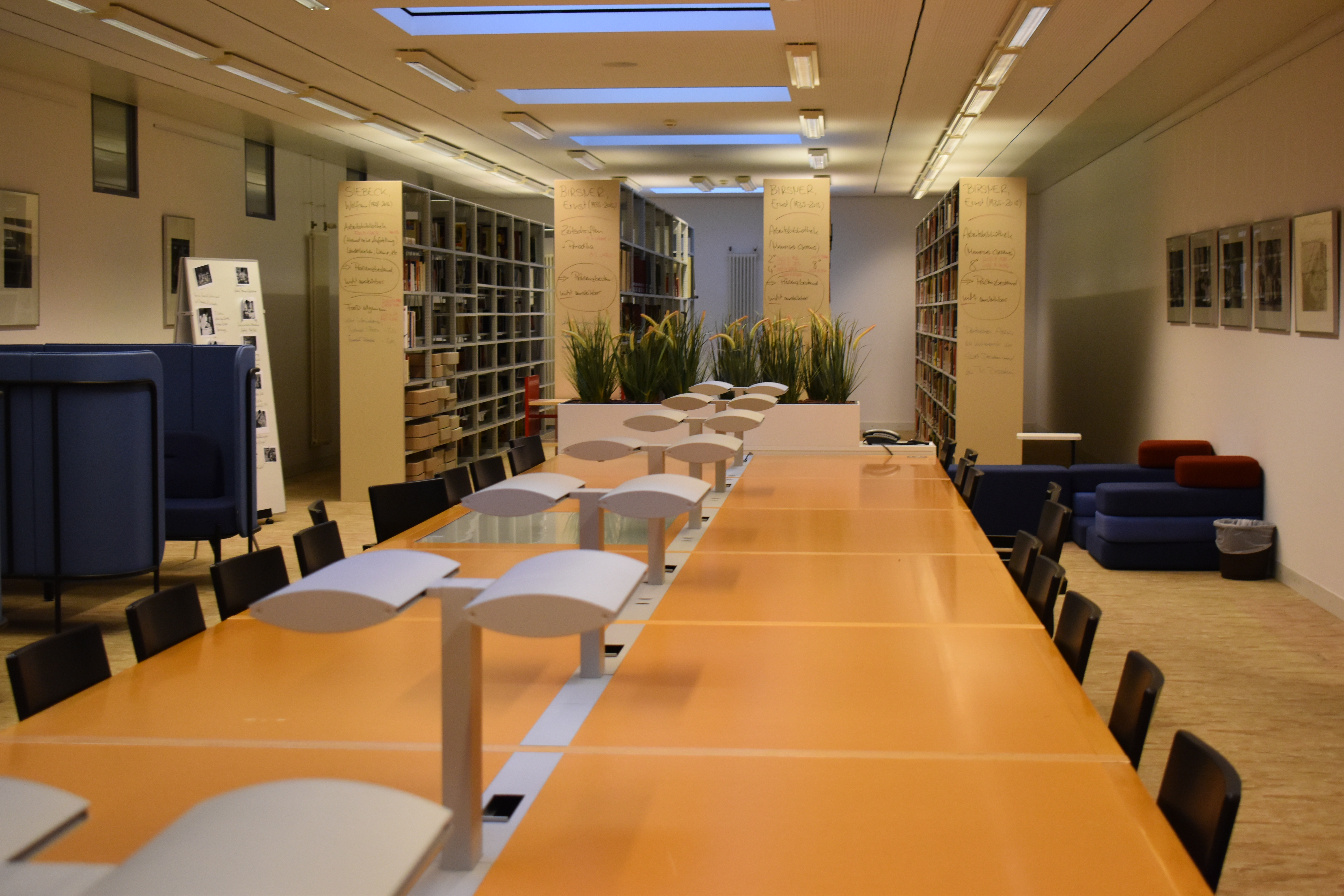
Lesesaal

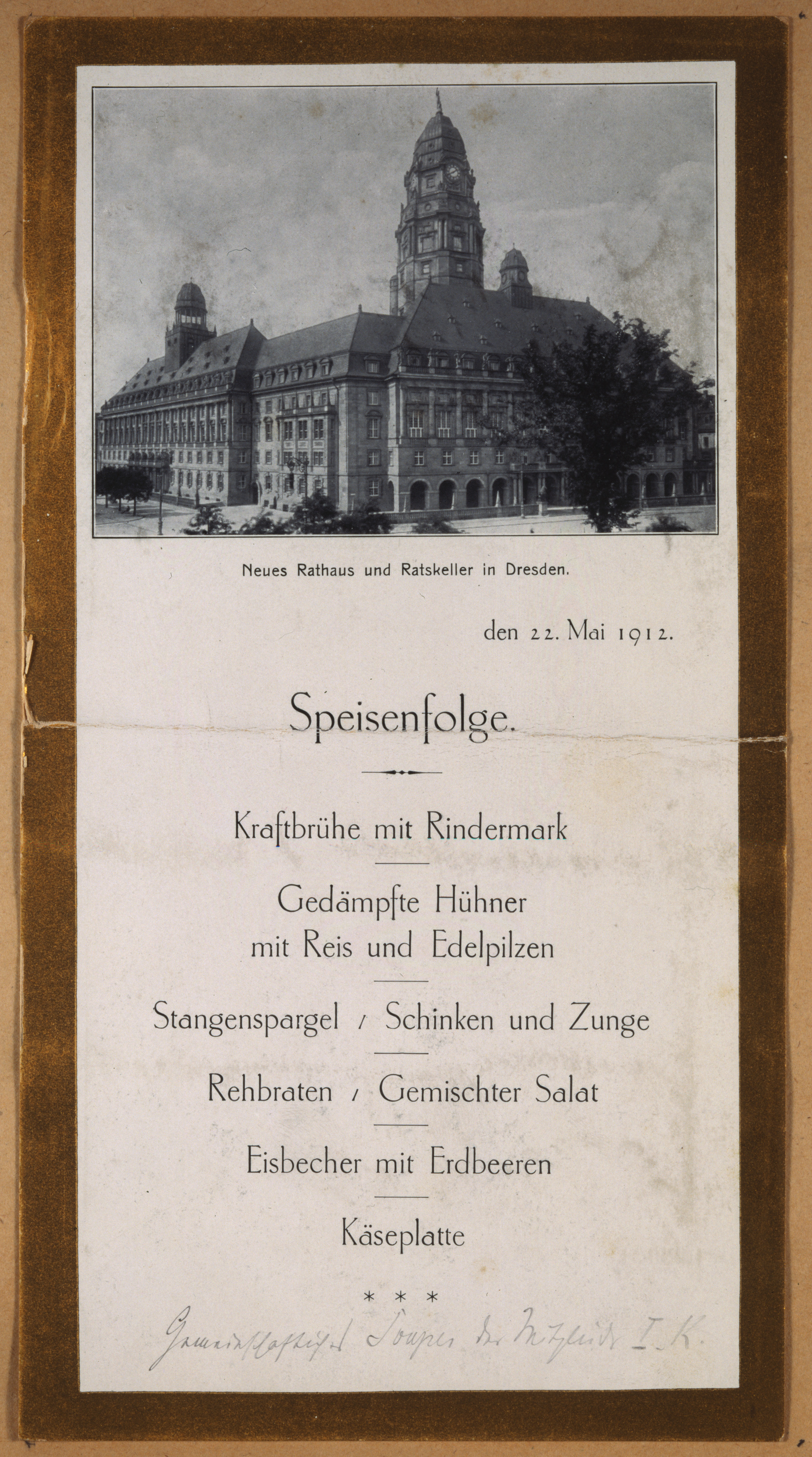
Dresdner Menükarte von 1912

Das im Oktober 2022 gemeinsam mit der TU Dresden gegründete Deutsche Archiv der Kulinarik an der Sächsischen Landesbibliothek – Staats- und Universitätsbibliothek Dresden (SLUB) zeichnet sich durch eine große Bandbreite gastrosophischer Literatur aus. Handschriften, Bücher und Zeitschriften sowie Ephemera wie Menükarten, Gebrauchsgrafik, Fotografien und audiovisuelle Medien machen die besondere Vielfalt der Sammlung aus, die deutschlandweit zu den bedeutendsten ihrer Art gehört. Zu den Highlights zählen die Sammlungen von Ernst Birsner, Walter Putz, Wolfram Siebeck und Eckart Witzigmann.
Das Deutsche Archiv der Kulinarik stellt eine Quelle für die inter- und transdisziplinäre Forschung in den Geistes-, Kultur- und Naturwissenschaften rund um die Themen Kochkunst, Tafelkultur und Ernährungskunde dar. Das Archiv wird als Ort der analogen und digitalen kulinarischen Sammlung kontinuierlich erweitert. Geplant ist, dass die Kulinaria über ein eigenes Portal zugänglich sein werden, das sich aktuell im Aufbau befindet. Bei der wissenschaftlichen Erschließung und dem Aufbau von entsprechenden Forschungsnetzwerken kooperiert die SLUB Dresden eng mit der TU Dresden, die sich ebenso wie die Christian C.D. Ludwig-Foundation maßgeblich beim Aufbau der Sammlung engagiert hat.
Maßgeblich beteiligt an der Entstehung des Deutschen Archivs der Kulinarik ist der Historiker und Hochschullehrer Josef Matzerath.
Ein FoodStudio genannter Bereich in der SLUB ist der Veranstaltungsort und Lesesaal für das Deutsche Archiv der Kulinarik. Außerdem kann mit einer Vielzahl an historischen Druckerzeugnissen rund um Kochen, Speisen und Genuss gearbeitet werden. Darüber hinaus werden Lesungen, Workshops und andere Veranstaltungen angeboten.
Im Oktober 2023 begann zusammen mit dem Gastronomiekritiker Jürgen Dollase der Aufbau einer Reihe von Dokumentationen unter dem Titel Das kulinarische Werk. Dokumentation zu Genese, Struktur und Reproduktion kulinarischer Exzellenz. Die Dokumentationen enthalten detailliert beschriebene Step-by-step-Anleitungen zur Zubereitung und zum Anrichten der kulinarischen Kreationen, Degustationsnotizen, Vergleiche und Diskussionen von Beispielen aus nationalen und internationalen Kochbüchern sowie zusammenfassende Bewertungen und Einordnungen. Darüber hinaus hat Dollase mit allen Köchen ausführliche Interviews geführt, die ebenfalls Bestandteil der Dokumentationen sind.

## Bestände

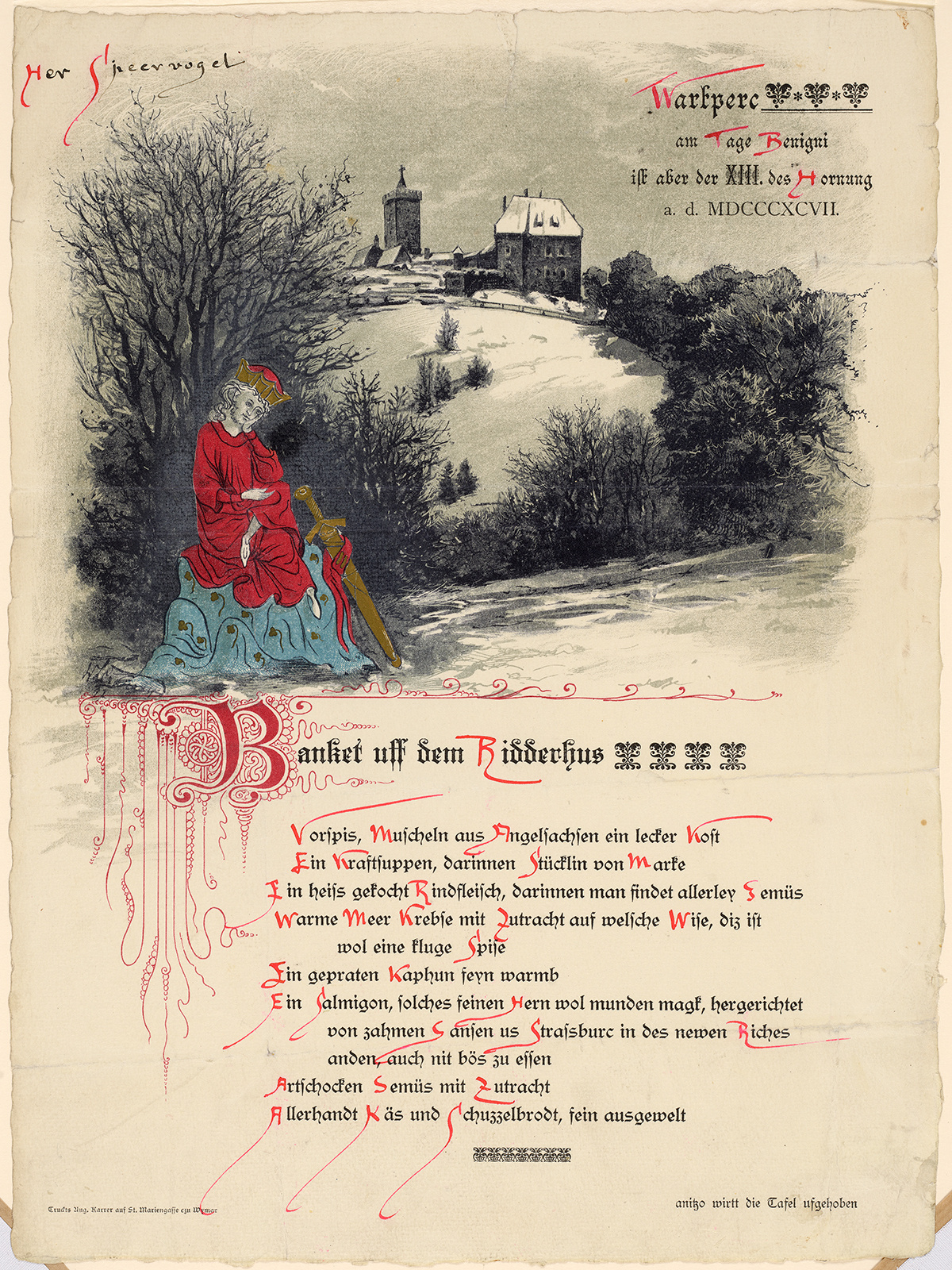
Menükarte eines Kostümfests auf der Wartburg von 1897 aus der Sammlung Ernst Birsner

### Sammlung Ernst Birsner
Mit dem Nachlass des angesehenen Kochs Ernst Birsner (1935–2015) erhielt das Deutsche Archiv der Kulinarik eine der umfangreichsten und wertvollsten privaten Kulinaria-Sammlungen im deutschsprachigen Raum. Sie umfasst insgesamt geschätzte 50.000 Objekte, darunter etwa 40.000 Menü- und Speisekarten aus mehreren Jahrhunderten, circa 11.000 Bücher sowie gastrosophische Handschriften. Ernst Birsner war Maître de cuisine im Kochstudio des Burda-Verlages und kochte außerdem für das Verlegerehepaar Aenne und Franz Burda und dessen zum Teil prominente Gäste. Durch die Publikationen des Burda-Verlages beeinflusste Birsner die bürgerliche Kochkultur in Westdeutschland der 1960er bis 1980er Jahre und wurde durch seine Sammelleidenschaft zum Kenner der Koch- und Gastronomieliteratur. Das Deutsche Archiv der Kulinarik konnte Birsners Sammlung 2020 mit finanzieller Unterstützung der Kulturstiftung der Länder (100.000 Euro) und der Rudolf-August Oetker-Stiftung erwerben.
Neben französischen und englischen Fachbüchern zur Kochkunst finden sich vor allem deutschsprachige Publikationen zur gehobenen, aber auch zur bürgerlichen Küche. Die Sammlung beinhaltet zudem bibliophile Stücke, die Birsners Sammel- und Kochleidenschaft widerspiegeln. Besonders erwähnenswert ist unter anderem Bartolomeo Platinas De Honesta Voluptate, das als erstes gedrucktes Kochbuch gilt, in einer Ausgabe von 1517. Zur Sammlung gehörten auch Handschriften und Manuskripte, die von einfachen Rezeptsammlungen bis hin zu einem Menübuch Kaiser Wilhelms II. aus seinem Exil in Doorn reichen. Zu den Pretiosen des Bestandes gehört die Haushaltsaufstellung aus dem Schloss Marly-le-Roi, das schon vor dem Bau des Schlosses Versailles von Ludwig XIV. als Sommer- und Jagdresidenz genutzt wurde. Die Aufstellung gibt einen Einblick in die Tafelkultur des französischen Königs.
Die umfangreiche Menükartensammlung mit einem Schwerpunkt auf Karten von deutschen und europäischen Höfen des 19. und frühen 20. Jahrhunderts bildet zum Teil die täglichen Mahlzeiten der Fürsten- und Königshäuser fast lückenlos ab. Balleinladungen, Tafelmusikprogramme, Sitzpläne und ähnliches runden die Kollektion ab. Als ebenso interessant sind die Menü- und Speisekarten der Luxusschifffahrt oder von europäischen Sternerestaurants einzuschätzen.

### Sammlung Ilse Bornitz
Aus einem Nachlass erhielt die kulinarische Sammlung der SLUB die Kochbuchsammlung von Ilse Bornitz, einer langjährigen Mitarbeiterin der Staatsbibliothek zu Berlin. Sie hat bis Anfang der 2000er Jahre öfter größere Ausstellungen über Essen, Trinken, Tafelkultur veranstaltet, in der Kochbücher die wichtigste Rolle spielten. In der Sammlung befinden sich nicht nur Kochbücher, sondern auch Bücher zur Ess- und Tafelkultur sowie eine kleine Sammlung mit Kinderspeisekarten aus der ehemaligen DDR.

### Nachlass Kurt Drummer

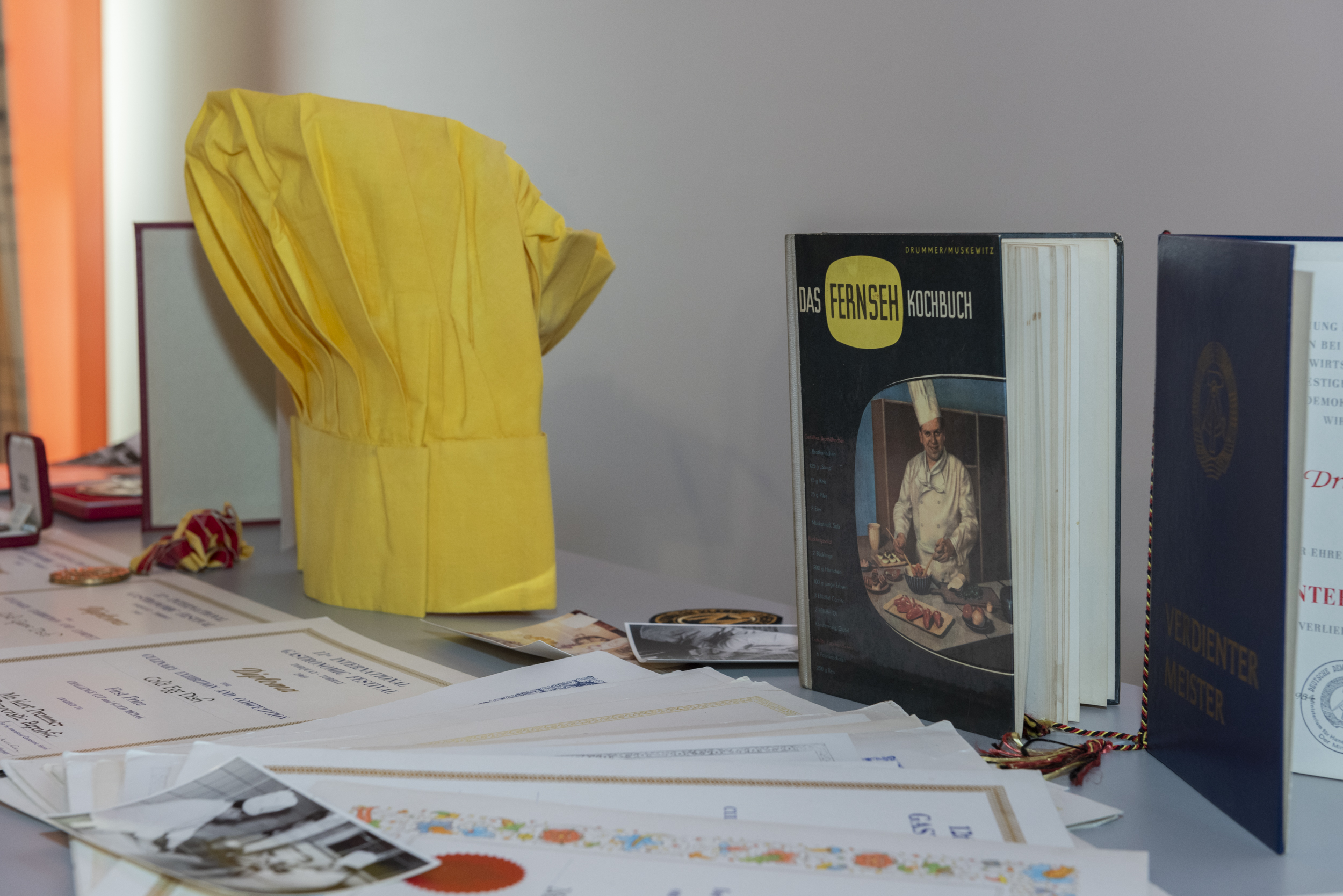
Nachlass Drummers

Im Februar 2024 übergab der Köcheverein Chemnitz dem Deutschen Archiv der Kulinarik den Nachlass des im Jahr 2000 verstorbenen DDR-Fernsehkochs Kurt Drummer. In Anwesenheit von über fünfzig Mitgliedern der Köchevereine aus Chemnitz, Leipzig, Dresden und Zwickau sowie des Neffen Kurt Drummers, Robbi Drummer, überreichte der Chemnitzer Köcheverein, der den Nachlass bisher verwahrte, die ersten Stücke an die SLUB Dresden. Drummer war als Fernsehkoch in der DDR eine Institution und ein ausgewiesener Kenner seines Fachs. Sein Nachlass ergänzt die bisherigen Bestände des Deutschen Archivs der Kulinarik an wichtiger Stelle.
Zum Nachlass Drummers gehören rund 30 Auszeichnungen und Medaillen internationaler Kochwettbewerbe, darunter zum Beispiel der „Gold Medal Award for an Outstanding Exhibit on the Table d’Honneur“ vom 11. Internationalen Gastronomiewettbewerb in Torquay (GB) 1969. Auch persönliche Dokumente wie etwa sein Meisterbrief von 1955 und ein Fotoalbum mit zahlreichen Bildern, die seine lange Karriere dokumentieren, sind enthalten. Im Bestand befindet sich auch eine eigens für das Schwarz-Weiß-Fernsehen angefertigte gelbe Kochmütze. Ebenso dazu gehören mehrere von Drummer mitverfasste Kochbücher wie „Das Fernsehkochbuch“ oder „Die besten Rezepte aus der Fernsehküche“, teilweise als Erstausgaben.

### Sammlung Lothar Eiermann
Lothar Eiermann war Chefkoch im Gourmetrestaurant des Nobelhotels Wald- & Schlosshotel Friedrichsruhe. Er war, wie Wolfram Siebeck und Herbert Schönberner, ein nicht wegzudenkender Bestandteil des Deutschen Küchenwunders. 2021 schenkte Lothar Eiermann der kulinarischen Sammlung der SLUB seine Sammlung mit Unterlagen seines beruflichen Werdegangs im Gourmetrestaurant des Wald- & Schlosshotel Friedrichsruhe. Dazu gehören unter anderem Presseberichte, Redebeiträge und Korrespondenzen.

### Sammlung Elvira und Dieter L. Kaufmann
Elvira und Dieter L. Kaufmann, Inhaber des Hotel-Restaurant Zur Traube in Grevenbroich, schenkten der SLUB ihre Sammlung zur Geschichte des Sterne-Restaurants. Die Küche, die Dieter L. Kaufmann kochte und sein Frau Elvira servierte, war schnörkellos konzipiert, handwerklich präzise und mit höchster Sensibilität für Geschmack ausgeführt. Die Eheleute gehörten durch ihre exquisite Kochkunst mit regionalem Bezug und ihre perfekt gestaltete klassische Tischkultur frühzeitig und dauerhaft zur Spitzengruppe der Gourmetrestaurants des Deutschen Küchenwunders.

### Sammlung Otto Koch
Otto Koch, seit vielen Jahren in der Spitzengastronomie und als Fernsehkoch tätig, schenkte der SLUB eine Sammlung an Kochbüchern und Menükarten. Seit seiner Ausbildung ist er in der Spitzengastronomie tätig und eröffnete 1974 sein erstes eigenes Restaurant Le Gourmet, welches 1976 mit einem Michelin-Stern ausgezeichnet wurde. In den Jahren 2001 bis 2009 leitete er das KochArt, welches ebenfalls mit einem Michelin-Stern ausgezeichnet wurde und war anschließend Patron der Restaurants im Olympiaturm und kochte seit 1998 über 900 mal in der Fernsehsendung ARD-Buffet.

### Sammlung Wolfgang Lechner
Des österreichischen Journalist Wolfgang Lechner war über viele Jahre bei der Wochenzeitung Die Zeit für den Zeit-Kochwettbewerb und für die Kolumne von Wolfram Siebeck verantwortlich. Lechner überließ dem Deutschen Archiv der Kulinarik alle Unterlagen und Bilder, die in seinem beruflichen Kontext im Bezug zu Wolfram Siebeck und den kulinarischen Events entstanden sind. Darunter befinden sich etwa 600 Fotografien von Manfred Klimek für das ZEIT-Buch Wolfram Siebeck: Deutsche Klassiker, 10 Spitzenköche zu Gast, eine Vielzahl an Ordnern und Dokumenten zu einzelnen Büchern Wolfram Siebecks, den Kochwettbewerben der ZEIT sowie Briefverkehr mit herausragenden Persönlichkeiten aus Politik, Kultur und Gesellschaft zu Themen der Kulinarik.

### Sammlung Walter Poganietz
Walter Poganietz (* 1938 in Kitzingen) ist der Gründer des Conditorei-Museums in Kitzingen. Der gelernte Großhandelskaufmann begann bereits in den 1980er Jahren sich für die Geschichte der Süßen Kunst zu begeistern. Damals fand er auf dem Dachboden seines Elternhauses, einem Fachwerkhaus aus dem Jahr 1556 in Kitzingen, umfangreiche Hinterlassenschaften einer früheren historischen Konditorei bzw. Lebküchnerei, die nachweislich im Zeitraum 1722–1937 existierte.
Poganietz schenkte im August 2023 dem Deutschen Archiv der Kulinarik seine Sammlung zur Kulturgeschichte der Konditorei mit mehr als 1400 Objekten, darunter die wichtigsten einschlägigen Druckschriften (Fachliteratur, Warenkataloge/Preislisten, Zeitschriften, Begleitliteratur), seltene Handschriften (Rezept- und Wanderbücher) sowie eine Grafiksammlung aus dem 18. bis 20. Jahrhundert.

### Bibliotheca Gastronomica – Sammlung Walter Putz

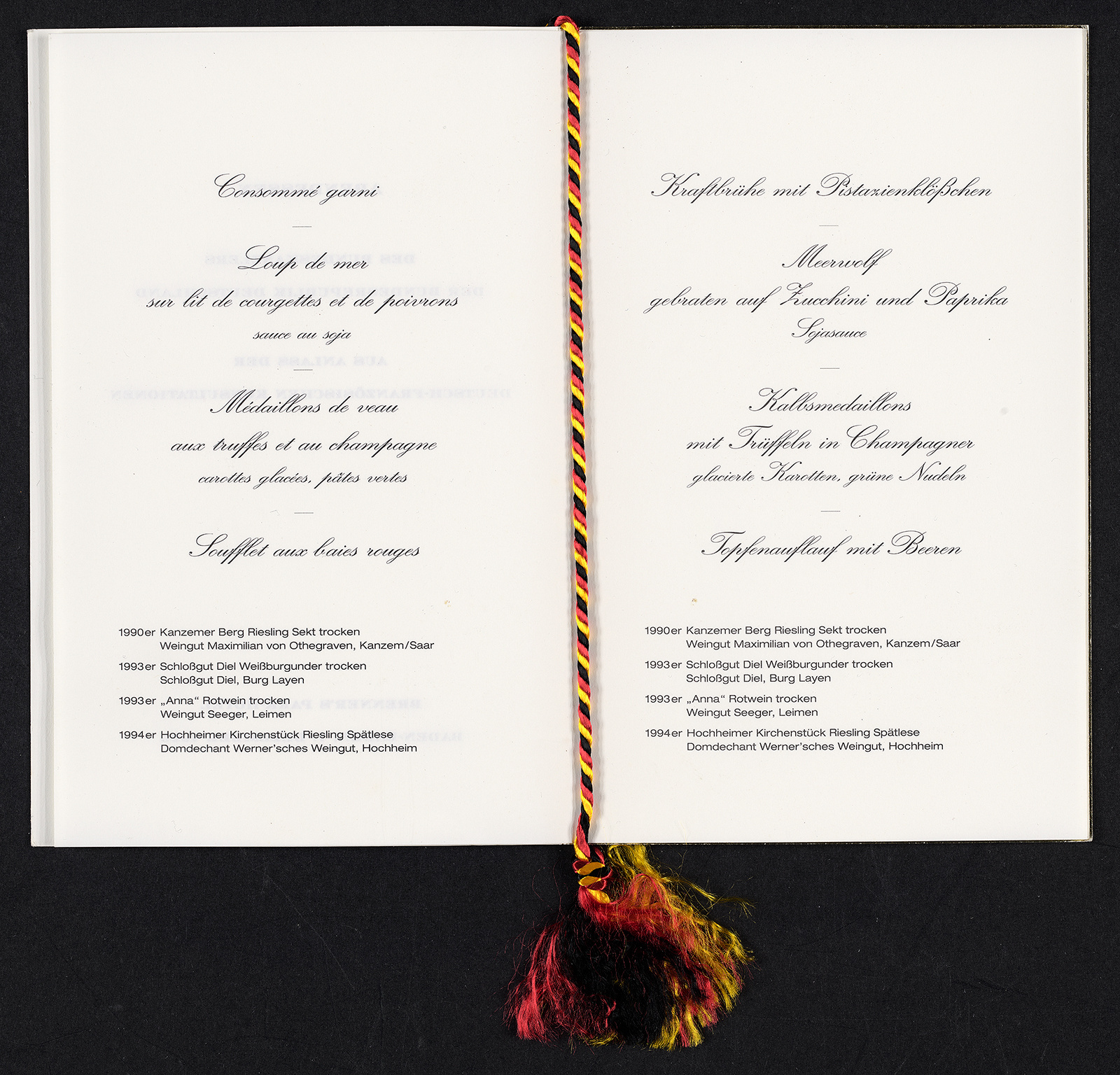
Menükarte eines Deutsch-Französischen Gipfeltreffens 1995 aus der Sammlung Walter Putz

Der in Schlesien geborene Walter Putz war ein deutscher Oberkellner in Brenners Parkhotel in Baden-Baden und Sammler einer umfangreichen Bibliotheca Gastronomica. 1952 begann er, Literatur zur Kulturgeschichte der Gastronomie zu sammeln. Mit seinem Engagement leistete er einen großen Beitrag zur Bewahrung kulinarischer Kultur.
2005 hat Putz seine Sammlung der kulinarischen Sammlung der SLUB als Schenkung übergeben. Darin finden sich mehr als 4000 Objekte, darunter zahlreiche Bücher, Handschriften, Grafiken, Drucksachen und Korrespondenzen zum Thema Gastronomie und Esskultur.
Band 1 des Katalogs zur Bibliotheca Gastronomica verzeichnet über 4000 Drucke in chronologischer Folge. Band 2 des Katalogs beinhaltet 36 Handschriften, 132 Zeitschriften in 242 Bänden. Neben einem Register der Autoren und Titelanfänge enthält er auch einige fotografische Einblicke in die Bibliothek des Sammlers. Die Bibliotheca gastronomica enthält zudem zwei sogenannte Inkunabeln, auch bekannt als Wiegedrucke. Aufgrund ihrer Seltenheit sind diese frühen Drucke besonders kostbar.

### Sammlung Herbert Schönberner
Mit der Sammlung Herbert Schönberner erhielt das Deutsche Archiv der Kulinarik eine Vielzahl von Speise-, Menü- und Weinkarten sowie die eigene große Rezeptsammlung des ersten deutschen 3-Sterne-Kochs.
Darüber hinaus umfasst die Sammlung Schönberners eigene große Rezeptsammlung, die digital erfasst wurde und fortwährend transkribiert wird. Weiterhin gehört zum Vorlass ein Diktiergerät mit mehreren besprochenen Tonbändern aus der Zeit, als er Chefkoch im Goldenen Pflug war.

### Sammlung Helmut Schwurack
Helmut Schwurack wurde 1915 in Bautzen geboren, absolvierte von 1930 bis 1933 eine Lehre zum Koch in Grell's Weinstuben in Dresden und war sein Leben lang in der Spitzengastronomie tätig. Unter anderem arbeitete er als Commis-Entremetier und Commis-Saucier im Hotel Adlon und kochte als Sous-Chef im Excelsior Hotel Ernst.
Aus einem Nachlass erhielt das Deutsche Archiv der Kulinarik Unterlagen über Helmut Schwurack. In der Sammlung befinden sich Unterlagen zu seiner beruflichen Tätigkeit und private Fotoalben.

### Polaroid-Sammlung Barbara Siebeck
Über mehr als vierzig Jahre betrat Wolfram Siebeck, der Republik wichtigster kulinarischer Essayist und Kritiker mit Domizil in Südbaden, ein Restaurant grundsätzlich nur in Begleitung seiner Frau. Über 15 Jahre dokumentierte Barbara Siebeck mit Witz und klarem Blick für die Wochenzeitung Die Zeit ihr gemeinsames Leben quer durch Europa.
Die kulinarische Sammlung der SLUB konnte im September 2020 das 3963 Aufnahmen umfassende Polaroid-Archiv von Barbara Siebeck samt ihrer Sofortbildkamera Polaroid 1200si erwerben. Über den Verwendungskontext für Wolfram Siebecks ZEIT-Kolumnen weit hinausgehend, hat Barbara Siebeck eine selbstbestimmte Bildsprache entwickelt, die mit der (Un-)Schärfe und sehr eigenen Farbigkeit der Polaroids spielt und sich durch Witz und nicht selten auch durch kompositorische Radikalität auszeichnet. Mit ihrer Kamera zelebrierte sie die Kunst des Schnappschusses.

### Nachlass Wolfram Siebeck

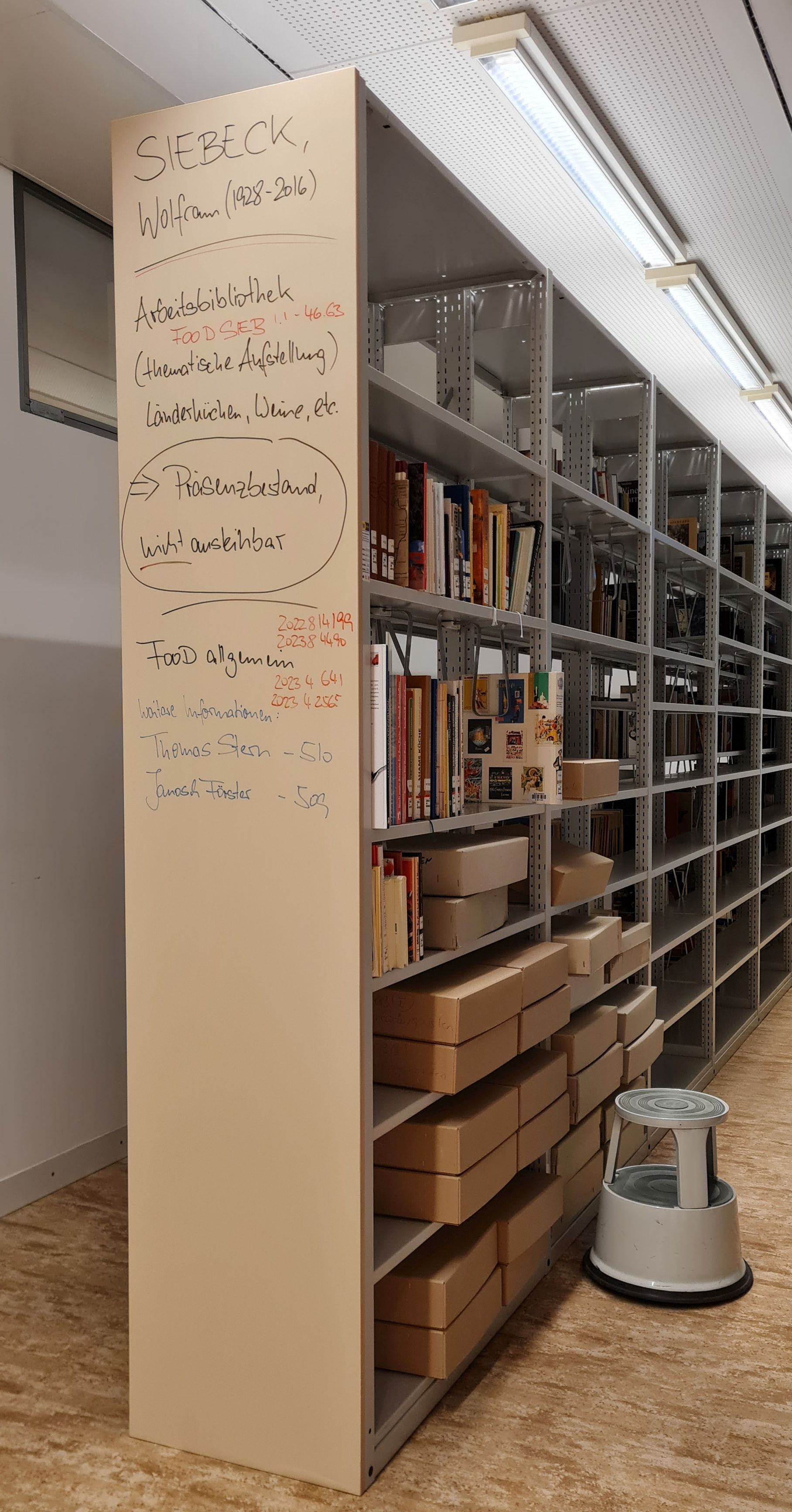
Regal mit der Arbeitsbibliothek von Wolfram Siebeck

Im Jahr 2018 konnte die kulinarische Sammlung der SLUB Dresden mit finanzieller Unterstützung der TU Dresden den Nachlass des Publizisten und Gastronomiekritikers Wolfram Siebeck erwerben. Der Bestand enthält neben einer umfangreichen Bibliothek auch seinen schriftlichen Nachlass. Darin finden sich Manuskripte, Lebensdokumente und Korrespondenzen sowie knapp 800 Menü-, Speise- und Weinkarten, die Siebeck bei seiner Arbeit gesammelt hat.
Den Kern des Nachlasses von Wolfram Siebeck bildet eine ca. 1500 Bände umfassende Büchersammlung. Diese nutzte er vor allem für seine journalistische Tätigkeit. Im Gegensatz zur Bibliotheca gastronomica von Walter Putz, die eine repräsentative kulturhistorische Sammlung darstellt, handelt es sich hierbei also um eine Arbeitsbibliothek. Der Bestand umfasst Bände zur Kochkunst und Warenkunde, darunter Bücher zu regionalen Küchen, zu europäischen Küchen, Küchenpraxis, Weinen und Spirituosen sowie zur Geschichte der Kochkunst.
Über viele Jahrzehnte hinweg sammelte Wolfram Siebeck Speise- und Menükarten, die heute die kulinarische Sammlung des Deutschen Archivs der Kulinarik bereichern. Darunter befinden sich seltene Exemplare der prominentesten französischen Köche, etwa Paul Bocuse, Alain Chapel, Paul Haeberlin, der Brüder Jean und Pierre Troisgros, Michel Guérard, Alain Ducasse oder Louis Outhier. Der Bestand enthält auch Karten deutscher Köche wie Eckart Witzigmann, Heinz Winkler, Herbert Schönberner, Dieter Müller, Harald Wohlfahrt, Lothar Eiermann, Franz Keller, Jean-Claude Bourgueil, Otto Koch, Vincent Klink, Dieter Biesler bis hin zu heutigen Spitzenköchen wie Joachim Wissler oder Christian Jürgens.
Bei den im Nachlass befindlichen Manuskripten handelt es sich um maschinenschriftliche Texte der journalistischen Arbeiten Wolfram Siebecks für verschiedene Zeitschriften wie Die Zeit, Stern oder Der Feinschmecker.
Im Oktober 2021 eröffnete die SLUB die Online-Ausstellung Wolfram Siebeck und das Deutsche Küchenwunder. Sie befasst sich mit dem Deutschen Küchenwunder, der Gourmetküche der 1970er und 1980er Jahre und deren mediale Vermittlung.

### Bibliothek Eckart Witzigmann

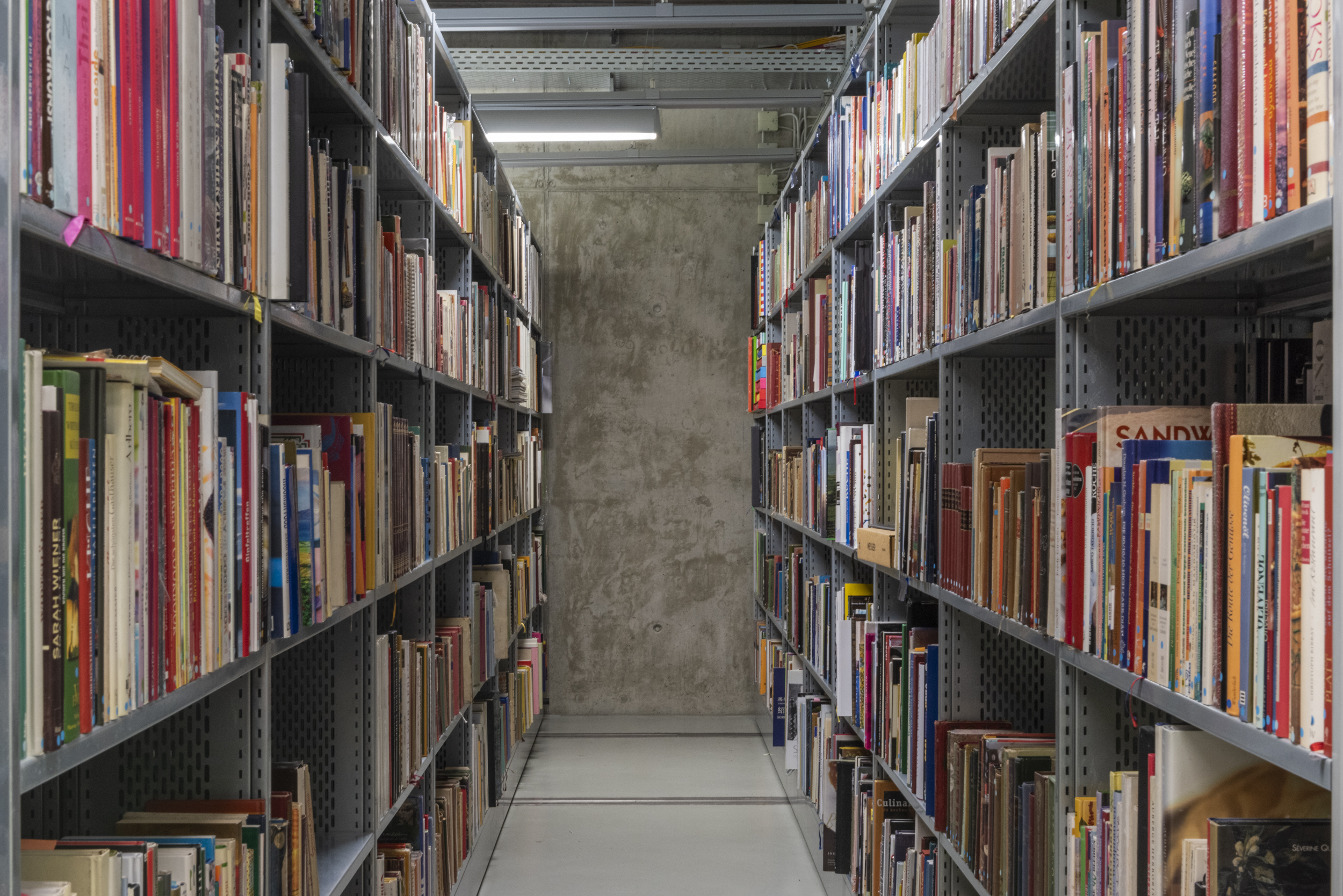
Blick auf zwei Magazin-Regale der Bibliothek Witzigmann

Eckart Witzigmann ist seit Jahrzehnten der Doyen der hohen Kochkunst in Deutschland, den viele derzeitige Spitzenköche im In- und Ausland als ihren Lehrer bezeichnen. Er ist der erste Koch in Deutschland, den der Michelin 1979 mit drei Sternen auszeichnete, und zugleich einer von weltweit nur vier Köchen, den der Gault & Millau neben Paul Bocuse, Joël Robuchon und Frédy Girardet zum Koch des Jahrhunderts kürte.
In den 1970er Jahren begonnen, umfasst Witzigmanns Sammlung über 5000 seit 1970 erschienene Kochbücher und Zeitschriften, in denen die internationale Spitzenküche weltweit dokumentiert ist. Da Spitzenköche in den letzten fünfzig Jahren überwiegend so genannte Coffee Table Books veröffentlicht haben, die häufig in sehr kleinen Auflagen erschienen sind, enthält die Bibliothek ungewöhnlich viele hochwertige Publikationen, die heute kaum mehr zu erwerben sind. Hinzu kommen knapp 700 europäische Kochbücher aus dem 17. bis 20. Jahrhundert.
Eckart Witzigmann gab im Oktober 2023 seine außergewöhnliche kulinarische Bibliothek mit circa 6000 Bänden an das Deutsche Archiv der Kulinarik. Damit erhielt Archiv erstmals eine umfassende Sammlung moderner Kulinaria ab 1970, die die zeitgenössisch exquisite Kochkunst so dokumentiert, dass sich der Wandel der kulinarischen Ästhetik grundlegend analysieren lässt und die Forschung weiter ausgebaut werden kann.

## Ausstellungen (Auswahl)
- Die süße Kunst – Eine Kulturgeschichte der Konditorei und der Desserts. 13. Juni 2025 bis 17. Januar 2026[26]
- Wolfram Siebeck & das Deutsche Küchenwunder, Onlineausstellung